# Nematopodius philippinensis
Nematopodius philippinensis är en stekelart som först beskrevs av Joseph Augustine Cushman 1922.  Nematopodius philippinensis ingår i släktet Nematopodius och familjen brokparasitsteklar. Inga underarter finns listade i Catalogue of Life.